# Campeonato Sub-16 femenino de la AFC 2011
El Campeonato Sub-16 Femenino de la AFC fue la cuarta edición del campeonato celebrado en Nankín, China del 3 al 13 de noviembre de 2011. Los partidos se disputaron en el Centro Deportivo Olímpico de Nankín y en el Centro Deportivo de Jiangning. El torneo fue un clasificatorio a la Copa Mundial Femenina de Fútbol Sub-17 de 2012 en Azerbaiyán

## Equipos participantes
Participaron las seis selecciones  nacionales de Fútbol afiliadas a la AFC
| Equipos participantes | Equipos participantes | Equipos participantes | Equipos participantes | Equipos participantes |
| --------------------- | --------------------- | --------------------- | --------------------- | --------------------- |
| China                 | Australia             | Corea del Norte       | Corea del Sur         |                       |
| Japón                 | Tailandia             |                       |                       |                       |

## Formato
El formato una liga de todos contra todos, el que tuviera más puntos era el campeón. Los que estuvieran en las tres primeras posiciones clasificaban a la Copa Mundial Femenina de Fútbol Sub-17 de 2012

## Resultados
| Equipos         | Pts | PJ | DG  | G    |
| --------------- | --- | -- | --- | ---- |
| Japón           | 15  | 5  | 18  | 18:0 |
| Corea del Norte | 12  | 5  | 13  | 14:1 |
| China           | 7   | 5  | 7   | 11:4 |
| Corea del Sur   | 7   | 5  | 0   | 7:7  |
| Australia       | 3   | 5  | -5  | 4:9  |
| Tailandia       | 0   | 5  | -33 | 0:33 |

Jornada 1
| Corea del Sur 4 - 0 Australia |

| China 8 - 0 Tailandia |

| Corea del Norte 0 - 1 Japón |

Jornada 2
| Japón 10 - 0 Tailandia |

| Australia 0 - 3 China |

| Corea del Sur 0 - 4 Corea del Norte |

Jornada 3